# کاوفنهایم
کاوفنهایم (به فرانسوی: Kauffenheim) یک کمون در فرانسه با جمعیت ۲۱۰ نفر است که در Canton of Bischwiller واقع شده‌است.